# John Cleese
John Marwood Cleese (Weston-super-Mare, Somerset, 27 de outubro de 1939) é um ator, comediante, escritor e produtor britânico. É um dos membros do grupo de humor britânico Monty Python e é ainda conhecido por ter criado e protagonizado a série Fawlty Towers e pelo filme A Fish Called Wanda que lhe valeu uma nomeação para os Óscares na categoria de Melhor Argumento Original.

## Biografia
John Marwood Cleese nasceu em Weston-super-Mare, Somerset, Inglaterra e é o único filho de Muriel, uma acrobata, e Reginald Francis Cleese, um vendedor de seguros. O seu pai mudou o nome da família de Cheese para Cleese em 1915, antes de ir combater para a Primeira Guerra Mundial.
Apesar dos seus rendimentos modestos, o pai de John ofereceu-lhe uma educação privilegiada. John completou o ensino primário na St. Peter’s Preparatory School, onde esteve sempre entre os melhores alunos, chegou mesmo a receber um prémio por Inglês. Aos 13 anos recebeu uma ajuda monetária que lhe permitiu entrar na Clifton College, uma escola privada em Bristol. Quando chegou à escola, Cleese já tinha ultrapassado a altura de 1,80 m, algo que o tornou num alvo fácil para os bullies. Aqui jogou Cricket na equipe principal e apesar da indiferença inicial, acabou por terminar os estudos secundários com notas excelentes a Matemática, Física e Química.
John não pôde entrar na universidade assim que terminou o ensino secundário uma vez que o fim do alistamento militar obrigatório fez com que o número de candidatos duplicasse. Assim, regressou à sua escola preparatória onde ensinou Inglês, Geografia, História e Latim durante dois anos.
Terminado este período, John ingressou na Downing College da Universidade de Cambridge onde estudou Direito e se juntou ao grupo de teatro Footlights. Foi aí que conheceu o futuro parceiro de escrita, Graham Chapman. John escreveu material extra para alguns dos espectáculos do grupo como I Thought I Saw It Move, integrou o elenco de Double Taker e, no ano em que se formou, 1963, fez parte do elenco da revista tradicional do grupo, A Clump of Plinths, mais tarde renomeada Cambridge Circus. Esta teve um teve um grande sucesso quando foi apresentada no Festival Fringe de Edimburgo e resultou numa digressão que incluiu paragens no West End de Londres, na Nova Zelândia e na Broadway em Nova Iorque. O grupo chegou ainda a participar em alguns sketches do The Ed Sullivan Show em outubro de 1968.
Depois de terminada a digressão, John decidiu permanecer no Estados Unidos, tendo participado em várias peças na Broadway, incluindo Half a Sixpence. Foi enquanto trabalhava nesta peça que conheceu o futuro "Python" Terry Gilliam e a futura mulher, a atriz americana Connie Booth, com quem se casou no dia 20 de fevereiro de 1968.

## Carreira
Quando regressou à Inglaterra, John foi assinou um contrato com a BBC Radio e participou em vários programas da estação. Os mais conhecidos foram o The Dick Emerald Show e o I’m Sorry, I’ll Read That Again que foi transmitido entre 1965 e 1974.
Também em 1965, John entrou na equipa de argumentistas do The Frost Report (com outros 4 futuros membros dos Monty Python), e juntou-se de imediato ao seu colega do Footlights, Graham Chapman. John também participou numa série de sketches. Depois do The Frost Report, John e Graham juntaram-se ao elenco e equipa de argumentistas de At Last the 1948 Show. John participou ainda em séries como Doctor in the House e Marty de Marty Feldman.
Em 1968, Cleese estreou-se com um programa da sua autoria. How To Irritate People contou com os futuros membros dos Monty Python Graham Chapman e Michael Palin e também com a sua mulher Connie Booth. O programa teve sucesso e abriu a porta para um contrato para mais um projecto que, mais tarde resultou nos Monty Python.

### Monty Python
Várias circunstâncias juntaram em 1969 John Cleese a Graham Chapman, Eric Idle, Michael Palin, Terry Gilliam e Terry Jones para formarem o grupo Monty Python e o seu programa de humor, Monty Python's Flying Circus que teve 4 temporadas. No programa, Cleese interpretava maioritariamente personagens sérias e autoritárias como apresentadores de TV e oficiais do governo. As suas personagens mais memoráveis são talvez o homem queixoso no sketch do Dead Parrot e o ministro dos andares patetas. A partir da segunda temporada, era sempre a personagem do anunciador da BBC de Cleese que dava início ao programa com a frase lendária, “And now for something completely different.”
Em conjunto com as animações de Gilliam, o trabalho de Cleese com Graham Chapman davam ao programa os seus momentos mais negros e irados.
Ao contrário de Michael Palin e Terry Jones, Cleese e Chapman escreviam juntos, na mesma sala. John afirma que o seu processo de escrita consistia nele próprio com um papel e caneta a fazer a maioria do trabalho sozinho, com Graham sentado sem falar durante muito tempo e depois, subitamente, surgir com uma ideia que levava os sketches para outro nível. O exemplo mais citado é o do sketch do Dead Parrot, originalmente o homem reclamava de uma torradeira avariada, mas foi Chapman que deu a ideia de um papagaio morto.
O seu humor envolvia frequentemente pessoas normais, em ambientes comuns,  a comportarem-se forma absurda sem qualquer razão aparente. O aspecto de Cleese com a sua altura considerável e o seu sotaque de classe média faziam-no convincente quando representava papéis autoritários, que depois rebaixava. Muitas das suas personagens tinham uma espécie de loucura armazenada, mas mantinham-se inabaláveis enquanto se comportavam de forma incomum.
Chapman e Cleese também se especializaram em sketches onde as personagens têm uma discussão com argumentos bastante articulados sobre assuntos comuns, como em “Cheese Shop”, “Dead Parrot” ou “The Argument Sketch”. Todos estes sketches foram feitos com Michael Palin (que Cleese considera ser o seu Python preferido para trabalhar) o que evidencia um contraste com as personagens comuns e inofensivas que este representava.
Apesar de o programa ter durado 4 temporadas, no início da terceira, Cleese estava a ficar farto de lidar com os problemas de alcoolismo de Chapman. John também começou a sentir que a escrita do programa tinha perdido qualidade e se estava a tornar repetitiva. Assim, decidiu abandonar o grupo e seguir em frente com projectos individuais. Apesar de ainda ter ficado para a terceira temporada, não participou na quarta. No entanto, continuou a sua amizade com o grupo e voltou a juntar-se aos Monty Python várias vezes, incluindo nos filmes Monty Python and the Holy Grail, Life of Brian e The Meaning Of Life, para além de vários programas ao vivo e especiais do grupo.

### Depois dos Monty Python
Quando abandonou os Monty Python, John Cleese começou a trabalhar num projecto próprio com a sua esposa na altura, Connie Booth. Juntos criaram a série Fawlty Towers, que estreou em 1975. Na série, Cleese faz o papel de Basil Fawlty, o dono rabugento de um hotel. Fawlty é baseado num gerente que atormentou os membros dos Monty Python quando estes estiveram hospedados no seu hotel enquanto filmavam Monty Python and the Holy Grail. Apesar de ter apenas 12 episódios, Fawlty Towers teve uma grande influência em sitcoms britânicas posteriores e o seu sucesso fez com que Cleese tivesse de viver com a sombra da imagem de Basil.
Após Fawlty Towers, Cleese participou em projectos bastante variados tais como o western Silverado (para o qual teve de aprender a andar de cavalo), Privates on Parade e Clockwise. Mais tarde entrou no filme realizado por Terry Gilliam Time Bandits (onde fez de Robin dos Bosques) e Yellowbeard (escrito e protagonizado por Graham Chapman. Cleese já afirmou que só entrou no filme para fazer um favor a Chapman e que o guião foi um dos piores que já leu).
Apesar da variedade dos projectos em que se envolveu, a imagem de Basil Fawlty continuava a persegui-lo, só em 1988 Cleese conseguiu afastar-se de Fawlty com o sucesso do filme Um Peixe Chamado Wanda. O filme valeu-lhe um BAFTA de Melhor Ator Principal e uma nomeação para os Óscares na categoria de Melhor Argumento Original. O elenco de Um Peixe Chamado Wanda voltou a juntar-se quase 10 anos mais tarde, em 1997, em Fierce Creatures, mas desta vez o filme foi um fracasso entre os críticos e na bilheteira.
Cleese também escreveu dois livros de auto-ajuda, Families and How to Survive Them e Life and How to Survive It.
Os papéis mais recentes de John Cleese incluem o de Nick-Quase-Sem-Cabeça nos primeiros dois filmes da saga Harry Potter e o de Q no filme de 007', Die Another Day. Em 2009 interpretou o papel de Inspector Dreyfus em The Pink Panther 2.
Recentemente, Cleese tem emprestado a sua voz em vários filmes animados de sucesso. A mais conhecida é a voz do Rei Harold, pai de Fiona em Shrek, mas também fez vozes em Valliant e Charlotte’s Webb e a voz de Deus no musical Spamalot, criado por Eric Idle.
Mais recentemente, John tem feito digressões de comédia por vários países. Em 2013 apresentou a digressão John Cleese: Last Time to See Me Before I Die no Canadá. Em 2014 reuniu-se com os restantes Monty Python para uma série de espetáculos ao vivo na O2 Arena em Londres intitulados Monty Python Live (mostly).
Last Time to See Me Before I Die, um solo de stand up comedy apresentou-se inicialmente como o espetáculo de despedida do humorista que, entretanto, continua numa interminável digressão mundial, que passará pelo Coliseu dos Recreios em Lisboa em Maio de 2020.

## Vida pessoal
Em 1968, Cleese casou-se com a sua primeira mulher, Connie Booth. Os dois tiveram uma filha, Cynthia em 1971. Esta entrou em Um Peixe Chamado Wanda, onde faz o papel de Portia, a filha mimada da personagem de John Cleese, e também em Fierce Creatures. Casou-se em 1995 com o cineasta Ed Solomon com quem tem dois filhos. Em 1978, Cleese e Booth divorciaram-se, mas dizem que continuam a ser amigos próximos.
Em 1981, Cleese voltou a casar-se, desta vez com a actriz americana Barbara Trentham. A segunda filha de John e primeira do casal nasceu em 1984. O casamento começou a desfazer-se após o sucesso de Um Peixe Chamado Wanda e, em 1990, o casal divorciou-se. Foi nesta altura que Cleese se mudou do Reino Unido para a Califórnia.
Em 1992, John casou-se com a sua terceira mulher, a psicóloga americana Alyce Faye Eichelberger. Em Janeiro de 2008, o casal anunciou a sua separação. O divórcio tornou-se público quando começaram a haver desentendimentos em relação ao dinheiro. Em tribunal, Faye disse não ter dinheiro próprio e portanto exigia 900 mil libras anuais,  metade dos rendimentos de Cleese desde 1992 e metade das suas propriedades. Apesar das complicações, o divórcio ficou resolvido. Mais tarde Cleese disse sobre o divórcio: “Vai ser muito, muito caro, mais vai valer cada cêntimo.” John regressou ao Reino Unido menos de um ano depois do divórcio.
Em agosto de 2012, casou-se com a designer de jóias britânica Jennifer Wade numa cerimónia nas Caraíbas.
Em termos políticos, John Cleese anunciou o seu apoio a Barack Obama a quem doou 2,3 mil dólares para a campanha e ofereceu-se para escrever os seus discursos.

## Filmografia
- 2009 - A Pantera Cor-de-rosa 2 (The Pink Panther 2)
- 2008 - O Dia em Que a Terra Parou (The Day the Earth Stood Still)
- 2007 - Shrek Terceiro (Shrek the Third) (voz) (pt. Shrek - O Terceiro)
- 2006 - A menina e o porquinho (Charlotte's Web) (voz) (pt. A Teia de Carlota)
- 2006 - L'entente cordiale
- 2006 - Complete Guide to Guys
- 2006 - Um cara quase perfeito (Man About Town) (pt. Um Homem na Cidade)
- 2005 - Valiant - Um herói que vale a pena (Valiant) (voz) (pt. Valiant - Os Bravos do Pombal)
- 2004 - Shrek 2 (Shrek 2) (voz)
- 2004 - Volta ao mundo em 80 dias (Around the World in 80 days)
- 2003 - As Panteras - Detonando (Charlie's Angels: Full Throttle) (pt. Os Anjos de Charlie - Potência Máxima)
- 2002 - Quem vai pagar o pato? (Scorched) (pt. Tudo a Roubar!)
- 2002 - Pinóquio (Pinocchio) (voz)
- 2002 - 007 - Um novo dia para morrer (Die Another Day) (pt. 007 - Morre Noutro Dia)
- 2002 - Pluto Nash (The Adventures of Pluto Nash)
- 2002 - Harry Potter e a Câmara Secreta (Harry Potter and the Chamber of Secrets (filme)) (PT-PT: Harry Potter e a Câmara dos Segredos)
- 2001 - Harry Potter e a Pedra Filosofal (Harry Potter and the Philosopher's Stone (filme))
- 2001 - Tá todo mundo louco! - Uma corrida por milhõe$ (Rat Race) (pt. Está Tudo Louco!)
- 2000 - Edward Fudwupper Fibbed Big (voz)
- 2000 - The Quantum Project
- 2000 - The Magic Pudding (voz)
- 2000 - Ela é inesquecível (Isn't She Great?) (pt. Ela é um Sucesso)
- 1999 - 007 - O mundo não é o bastante (The World Is Not Enough) (pt. 007 - O Mundo Não Chega)
- 1999 - Perdidos em Nova York (The Out-of-Towners) (pt. Forasteiros em Nova Iorque)
- 1998 - Parting Shots
- 1998 - Starship Titanic
- 1997 - George, o rei da floresta (George of the Jungle) (voz) (pt. George - O Rei da Selva)
- 1997 - Ferocidade máxima (Fierce Creatures) (pt. Criaturas Ferozes)
- 1996 - The Wind in the Willows
- 1994 - O livro da selva (The Jungle Book) (pt. A Lenda do Livro da Selva)
- 1994 - Frankenstein de Mary Shelley (Mary Shelley's Frankenstein) (pt. Frankenstein de Mary Shelley)
- 1994 - A Princesa Encantada (The Swan Princess)
- 1993 - Quem não herda… fica na mesma (Splitting Heirs)
- 1991 - An American Tail: Fievel Goes to West (voz)
- 1991 - Bullseye!
- 1989 - As aventuras de Erik, o viking (Erik the Viking)
- 1989 - The Big Picture
- 1988 - Um peixe chamado Wanda (A Fish Called Wanda)
- 1987 - The Grand Knockout Tournament (TV)
- 1986 - O homem que perdeu a hora (Clockwise) (pt. Pontualmente Atrasado)
- 1985 - Silverado (Silverado)
- 1984 - The Secret Policeman's Private Parts
- 1983 - O pirata da barba amarela (Yellowbeard)
- 1983 - Monty Phyton's the Meaning of Life (pt. O Sentido da Vida)
- 1983 - Group Madness
- 1982 - Monty Phyton - Ao vivo no Hollywood Bowl (Monty Phyton Live at Hollywood Bowl)
- 1982 - Recrutas em desfile (Privates on Parade)
- 1982 - The Secret Policeman's Other Ball
- 1981 - The Great Muppet Carper
- 1981 - The Secret Policeman's Ball
- 1981 - Os bandidos do tempo (Time Bandits) (pt. Os Ladrões do Tempo)
- 1980 - The Timing of the Shrew (TV)
- 1979 - Away from It All
- 1979 - A vida de Brian (Monty Phyton's Life of Brian)
- 1979 - To Norway, Home of Giants (TV)
- 1977 - Monty Phyton Meets Beyond the Fringe
- 1977 - Strange Case of the End of cCivilization as We Know It
- 1975 - Monty Phyton em busca do cálice sagrado (Monty Phyton and the Holy Grail)
- 1974 - Romance with a Double Bass
- 1973 - The Goodies and the Beanstalk (TV)
- 1973 - Golf Etiquette
- 1973 - The Love Ban
- 1972 - Monty Phyton's Fliegender Cirkus
- 1971 - Monty Phyton - E agora, para algo completamente diferente… (Monty Phyton's and now for something completely different) (pt. E Agora Algo Completamente Diferente)
- 1971 - The Statue
- 1970 - The Rise and the Rise of Michael Rimmer
- 1969 - Um Beatle no paraíso (The Magic Christian)
- 1969 - The Best House in London
- 1968 - Interlude
- 1968 - The Bliss of Mrs. Blossom
- 1968 - How to Irritate People (TV)

## Prêmios
- Recebeu uma indicação ao Oscar de Melhor Roteiro (original), por Um Peixe Chamado Wanda (1988).
- Recebeu uma indicação ao Globo de Ouro de Melhor Ator - Comédia/Musical, por Um Peixe Chamado Wanda (1988).
- Ganhou o BAFTA de Melhor Ator, por Um Peixe Chamado Wanda (1988).
- Recebeu uma indicação ao BAFTA de Melhor Roteiro (original), por Um Peixe Chamado Wanda (1988).

## Ligações Externas
- John Cleese. no IMDb.
- John Cleese no AdoroCinema